# 馬塔德普拉塔諾區
馬塔德普拉塔諾區（西班牙語：Mata de Plátano），是哥斯達黎加的一個區，位於該國中部聖何塞省，面積7.85平方公里，海拔高度1,355米，2011年人口17,370，人口密度每平方公里2,212.74人。